# Claude Pimont
Claude Pierre Pimont es un actor, guionista y empresario francés que ha desarrollado gran parte de su carrera en Colombia.

## Carrera
Pimont estudió teatro en Francia y se especializó en dirección. En 1981 tuvo una pequeña participación en la serie Commissaire Moulin. Años después viajó a Colombia, interesado en la riqueza arqueológica del país. En 1992 le fue ofrecido el papel de un narcotraficante en la serie de televisión Brigada Central, y así empezó su carrera en el cine y la televisión del país suramericano.
En la década de 1990 registró apariciones en las películas La nave de los sueños de Ciro Durán y Golpe de estadio de Sergio Cabrera (también como guionista), y en producciones de televisión como Hombres (por la que ganó el Premio TV y Novelas en 1997 en la categoría de mejor actor de reparto), La madre y Código de pasión. 
En las décadas de 2000 y 2010 apareció en las películas Perder es cuestión de método, La ministra inmoral y La lectora, además de aportar el guion del largometraje Sexo, mentiras y muertos y de figurar en las series de televisión La saga, La dama de Troya, La Pola, El capo 3, Victorinos y más recientemente en Manual para ser feliz. Paralelamente a su carrera como actor, Pimont se ha desempeñado como empresario hotelero en la ciudad de Cartagena.

## Filmografía

### Televisión
- 2023 - De brutas, nada[7]
- 2015 - ¿Quién mató a Patricia Soler?
- 2015 - La esquina del diablo
- 2014 - El capo 3
- 2014 - Manual para ser feliz
- 2011 - La Reina del Sur
- 2010 - La Pola
- 2010 - Las detectivas y el Víctor
- 2009 - Victorinos
- 2009 - Sin retorno
- 2008 - La dama de Troya
- 2007 - Pura sangre
- 2006 - Floricienta
- 2004 - La saga
- 2004 - Amor de mis amores
- 2004 - Avocats & associés
- 2003 - Louis la brocante
- 1998 - Código de pasión
- 1998 - La madre
- 1997 - Hombres
- 1997 - Fuego verde
- 1995 - Solo una mujer
- 1993 - La taxista
- 1993 - Pasiones secretas
- 1992 - La mujer doble
- 1992 - La pantera
- 1992 - Brigada central II: La guerra blanca
- 1981 - Commissaire Moulin

### Cine
- 2012 - La Lectora
- 2007 - La ministra inmoral
- 2004 - Perder es cuestión de método
- 1998 - Golpe de estadio
- 1996 - La nave de los sueños